# Diocesi di Alba (Numidia)
La diocesi di Alba (in latino: Dioecesis Albensis) è una sede soppressa e sede titolare della Chiesa cattolica.

## Storia
Alba, nella regione di Quacentina nell'odierna Algeria, è un'antica sede episcopale della provincia romana di Numidia.
Dal 1933 Alba è annoverata tra le sedi vescovili titolari della Chiesa cattolica; dal 12 giugno 2007 l'arcivescovo, titolo personale, titolare è Vito Rallo, già nunzio apostolico in Marocco.

## Cronotassi dei vescovi titolari
- Pedro de Torres † (? - ? deceduto)
- Johannes Petrus Verhorst † (24 novembre 1687 - 12 luglio 1708 deceduto)[1]
- Paweł Antoni Załuski † (19 maggio 1710 - ?)
- Eric Francis MacKenzie † (11 luglio 1950 - 20 agosto 1969 deceduto)
- André-Jacques Fougerat † (19 settembre 1969 - 30 ottobre 1983 deceduto)
- José Joaquín Matte Varas † (26 novembre 1983 - 7 marzo 1998 dimesso)
- José Sótero Valero Ruz † (9 maggio 1998 - 19 marzo 2001 nominato vescovo di Guanare)
- Sérgio da Rocha (13 giugno 2001 - 31 gennaio 2007 nominato arcivescovo coadiutore di Teresina)
- Vito Rallo, dal 12 giugno 2007